# Yantis
Yantis – miasto w Stanach Zjednoczonych, w stanie Teksas, w hrabstwie Wood. Według danych z 2024 roku, liczba mieszkańców wynosiła 440 osób, a gęstość zaludnienia wynosi około 92,25 osób na km².

## Historia
Obszar, na którym znajduje się Yantis, został początkowo zasiedlony przez Harry'ego M. Matthewsa już w 1860 roku. Do 1870 roku J. Singleton prowadził w okolicy młyn i przędzalnię bawełny. Społeczność była obsługiwana przez urząd pocztowy w Quitman do 1885 roku, kiedy to otrzymała własny urząd pocztowy. Miasto zostało nazwane na cześć swojego pierwszego poczmistrza, George'a R. Yantisa, który około 1890 roku prowadził również młyn i przędzalnię w społeczności.

## Geografia
Według danych United States Census Bureau, miasto ma całkowitą powierzchnię 4,77 km², z czego całość stanowi ląd.

## Demografia
Według danych z 2024 roku, populacja Yantis wynosiła 440 osób, co stanowi wzrost o 8,11% w porównaniu z ostatnim spisem powszechnym z 2020 roku. Średni wiek mieszkańców wynosił 50,1 lat. W 2023 roku największą grupę rasową stanowili biali (92,2%), następnie osoby wielorasowe (2,9%) oraz osoby pochodzenia latynoskiego lub hiszpańskiego (3,1%).

## Edukacja
Miasto jest obsługiwane przez Yantis Independent School District, który oferuje edukację na poziomie od przedszkola do 12 klasy.